# Molophilus (Molophilus) vulpinus
Molophilus (Molophilus) vulpinus is een tweevleugelige uit de familie steltmuggen (Limoniidae). De soort komt voor in het Australaziatisch gebied.